# Саламандра (фильм, 1981)
«Саламандра» (англ. The Salamander, итал. La salamandra) — фильм в жанре политический триллер режиссёра Петера Циннера, вышедший на экраны в 1981 году.
Этот дебютный фильм Циннера поставлен по одноимённому бестселлеру 1973 года популярного автора триллеров Морриса Уэста. Фильм рассказывает о расследовании убийства начальника штаба итальянской армии, которое ведёт полковник итальянской контрразведки Данте Матуччи (Франко Неро). По мере того, как Данте вскрывает всё новые факты, свидетельствующие о подготовке в стране неофашистского заговора, нарастает и число жертв среди людей, вовлечённых в расследование. В конце концов, c помощью влиятельного промышленника и героя войны, известного под псевдонимом Саламандра (Энтони Куинн), Данте удаётся найти и разоблачить виновников преступлений, а также предотвратить заговор с целью свержения правительства страны.
Премьера фильма состоялась в Великобритании в 1981 году. Премьера фильма в США состоялась 23 мая 1983 года.

## Сюжет
В Италии в своём кабинете застрелен начальник штаба итальянской армии, генерал Панталеоне, на его столе найдена визитная карточка с изображением саламандры. Хотя по официальной версии, генерал умер по естественным причинам в своей постели, на самом деле он пал жертвой заговора. На шикарных похоронах генерала в римском Пантеоне присутствуют влиятельные политические и военные деятели страны, среди них генерал Лепорелло (Илай Уоллак) с супругой Еленой (Клаудиа Кардинале), директор службы контрразведки, принц Балдасар (Кристофер Ли), вице-консул Польши в Милане Вудпекер (Жак Эрлен), его хорошая знакомая, любовница генерала Лили Андерс (Сибил Даннинг), «до неприличия богатый» промышленник Бруно Манцини (Энтони Куинн), который является «очаровательным воплощением Цезаря Борджиа и Маккиавелли» в одном лице, а также полковник контрразведки Данте Матуччи (Франко Неро).
Данте вместе с коллегой и своим лучшим другом, опытным капитаном Стеффанелли (Мартин Болсам) начинает расследование убийства Панталеоне, бумаги которого после убийства оказались у его адвоката Джованни Банданелли. Данте встречается сначала с Лили Андерс, а затем и с Вудпекером, выясняя, что они являются польскими шпионами, ведущими слежку за Панталеоне, Лепорелло и другими высокопоставленными сторонниками неофашизма. Во время встречи с Лепорелло на одной из секретных баз подготовки боевиков Данте сообщает ему, что документы Панталеоне, свидетельствующие о его причастности к неофашистской деятельности, сейчас находятся в офисе адвоката убитого генерала. Когда Данте и Стеффанелли приходят в офис Банданелли, они обнаруживают, что адвокат, а также офицер контрразведки, который занимался бумагами Панталеоне, были только что задушены, а все документы из сейфа похищены. Данте докладывает о ходе расследования своему шефу, принцу Балдасару, выдвигая версию, что бумаги Панталеоне похитил Лепорелло, так как только ему Данте рассказал о том, где они находятся. Предупредив Данте, что «те, кто сегодня является нашими врагами, завтра могут оказаться друзьями», Балдасар поручает ему продолжить расследование.
Данте встречается с Манцини, который во время войны под псевдонимом Саламандра был легендарным борцом с нацизмом и фашизмом, а, по некоторым сведениям, причастен к физическому устранению некоторых крупных нацистских преступников и после войны. Манцини, который приходится Панталеоне сводным братом, заявляет, что в бумагах генерала содержится план государственного переворота в Италии. В здании контрразведки Данте становится случайным свидетелем того, как «профессиональный палач с садистскими наклонностями по кличке Хирург» (Пол Смит) жестоко пытает Вудпекера, а затем выбрасывает его в окно. На следующий день на приёме в китайском посольстве Данте рассказывает Лили о трагической смерти её босса и земляка. Тем же вечером за ужином между ними возникают романтические отношения, и ночь они проводят вместе. На следующее утро неизвестные блокируют улицу и открывают по Данте и Лили огонь. Им удаётся вырваться из окружения и в ходе погони по улицам Рима уйти от преследователей. Лили сообщает, что вторая часть бумаг Панталеоне хранится в тайнике на его загородной вилле на острове Понца.
С помощью своего друга, американского натовского офицера морской пехоты, майора Карла Малиновски (Кливон Литтл) Данте и Лили добираются до острова Понца, где Лили извлекает из тайника капсулу с секретными документами. В этот момент их окружает вооружённый отряд во главе с помощником Лепорелло, капитаном Родити (Джон Стайнер), однако когда Малиновски открывает предупредительный огонь, капитан даёт Данте и Лили уйти. По дороге с острова Данте изучает бумаги Панталеоне, которые содержат детальный план государственного переворота. Данте доставляет бумаги Балдасару, который хвалит Данте за проделанную работу, забирает бумаги и фактически отстраняет его от дальнейшего ведения дела, давая понять, что если он сегодня же вместе с Лили не улетит в Цюрих, их убьют.
Данте вынужден подчиниться, и вместе с Лили отправляется в Швейцарию, где через два дня Манцини приглашает их на свою виллу. Данте просит у промышленника совета, как предотвратить переворот и при этом остаться в живых. Манцини просит Данте подготовить детальный отчёт о проведённом расследовании, а затем в качестве сотрудника своей фирмы командирует его в Италию, чтобы тот продолжил расследование неофашистского заговора. После поездки в Рим Манцини сообщает, что Лепорелло провёл тайную встречу с участием Балтасара, на которую был приглашён и он, более того, он согласился стать членом их клуба. На следующий день Данте летит в Италию, оставляя Лили в Швейцарии.
В Миланском соборе Данте тайно встречается с майором Джорджоне (Ренцо Палмер), по сведениям которого, Лепорелло уже контролирует армию, расставив повсюду своих людей, а его помощник Родити занимается созданием подпольных групп коммандос. Вечером Джорджоне передаёт Данте досье на Лепорелло и его подчинённых, «которые должны начать действовать уже через 24 часа». На следующий день, когда Стеффанелли ожидает Джорджоне, чтобы вернуть ему документы, того на глазах Данте похищают неизвестные. Данте немедленно едет к Лепорелло, предлагая генералу сделку: если тот отпускает Джорджоне и Стеффанелли, тогда Данте прекращает своё расследование и уходит от Манцини. Однако выясняется, что Стефаннелли убит, а перед смертью его пытали.
Под угрозой оружия Данте заставляет Родити сознаться, что Елена Лепорелло в течение шести лет была его любовницей, и он отец её детей. Сам же генерал интересуется только юными девочками, при этом капитан обеспечивает ему охрану во время этих встреч. Для собственной страховки Родити сделал записи и фотографии свиданий Лепорелло, которые хранятся в банке. По требованию Данте они направляются в банк, но когда Родити садится в свою машину и поворачивает ключ зажигания, происходит взрыв.
Через восемь часов выдаётся ордер на арест Данте по обвинению в убийстве Родити. Тем временем Данте прибывает в Венецию для встречи с Еленой. В кафе на площади Святого Марка он передаёт ей запись своего последнего разговора с Родити. Елена говорит, что ситуация изменилась, и теперь она хочет быть со своим мужем. Когда она уходит, восемь мужчин окружают Данте. Затем его долго и жестоко пытает Хирург. В какой-то момент в пыточной комнате появляются вооружённые люди Манцини, которые убивают Хирурга и увозят Данте. Через какое-то время Данте приходит в себя на вилле Манцини, который уже извлёк из банка все документы Родити и узнал точную дату переворота — через три недели, «когда все, кого должны арестовать, вернутся из отпусков».
Несколько дней спустя в одном из своих дворцов Манцини устраивает шикарный приём, куда приглашены министр обороны, итальянская аристократия, известные политики, высокопоставленные чиновники и представители делового мира. Он просит гостей пройти в зрительный зал, где показывает фильм, в котором Данте с фактами на руках разоблачает неофашистский заговор и тех, кто за ним стоит. Он утверждает, что убийства Панталеоне, адвоката Бандинелли и капитана Риголи были совершены по приказу генерала Лепорелло. В бумагах Панталеоне был найден план военного переворота, который должен произойти через восемь дней. Кроме того, были убиты секретный польский агент и капитан Стеффанелли, которых перед смертью пытали, а майор Джорджоне после пыток потерял рассудок. Родити также убит генералом, потому что слишком много знал. Все эти люди были уничтожены, потому что они мешали планам Лепорелло возглавить государство. Однако, по совам Данте, власть принял бы не он, а принц Балдасар, который организовал гибель Панталеоне и продвижение Лепорелло. После этих слов в зале появляется Данте и с согласия министра обороны арестовывает Лепорелло и Балдасара.
Вскоре Манцини сообщает Данте, что того назначат новым директором службы контрразведки. Во время встречи с Лили Данте даёт ей понять, что ей не разрешат жить в Италии, так как она была иностранной шпионкой. Она отвечает, что любит его и перед расставанием оставляет ему свой адрес в Женеве.

## В ролях
| - Франко Неро — полковник карабинеров Данте Матуччи - Энтони Куинн — Бруно Манцини - Мартин Болсам — капитан Стеффанелли - Сибил Даннинг — Лили Андерс - Кристофер Ли — принц Балдасар, директор контрразведки - Кливон Литтл — майор Карл Малиновски - Пол Л. Смит — Хирург - Джон Стайнер — капитан Родити - Клаудиа Кардинале — Елена Лепорелло | - Илай Уоллак — генерал Лепорелло - Ренцо Палмер — майор карабинеров Джорджоне - Анита Стриндберг — принцесса Фаубиани - Марино Мазе — капитан Риголи - Жак Эрлен — Вудпекер - Фортунато Арена — генерал Панталеоне - Джон Стейси — консьерж - Гитте Ли — принцесса Балдасар - Нелло Паццафини — телохранитель Манцини |

## Создатели фильма и исполнители главных ролей
Этот фильм стал первой и единственной режиссёрской работой Петера Циннера, «одного из самых почитаемых голливудских монтажёров», добившегося признания благодаря работе над такими фильмами, как «Крёстный отец» (1972, за работу над этим фильмом он был удостоен номинации на Оскар) и «Крёстный отец 2» (1974), «Звезда родилась» (1976), «Охотник на оленей» (1978, Оскар за лучший монтаж) и «Офицер и джентльмен» (1982, номинация на Оскар).
Итальянский актёр Франко Неро сыграл главные роли в криминальных триллерах и драмах Дамиано Дамиани «День совы» (1968, с Клаудией Кардинале), «Признание комиссара полиции прокурору республики» (1971, с Мартином Болсамом), «Следствие закончено: забудьте» (1971) и «Почему убивают судей» (1974, с Кардинале), а также «Полиция закон исполняет» (1973) и «День кобры» (1980, с Даннинг) у режиссёра Энцо Кастеллари и «Коррупция во Дворце правосудия» (1975).
Известный голливудский актёр Энтони Куинн дважды был удостоен премии Оскар за роли второго плана в фильмах «Вива Сапата!» (1952) и «Жажда жизни» (1956), и дважды был номинирован на Оскар за главные роли в фильмах «Дикий ветер» (1957) и «Грек Зорба» (1964). Он также известен по главным ролям в фильме Федерико Феллини «Дорога» (1954), по серии драм, действие которых на Ближнем Востоке, таких как «Лоренс Аравийский» (1962), «Мухаммед — посланник Бога» (1976) и «Лев пустыни» (1980), а также по криминальной комедии «Блеф» (1976) с участием Адриано Челентано.
Американский актёр Мартин Болсам завоевал Оскар за роль второго плана в фильме «Тысяча клоунов» (1965). Он также известен по ролям второго плана в таких значимых фильмах, как «В порту» (1954), «12 разгневанных мужчин» (1957), «Психо» (1960), «Завтрак у Тиффани» (1961), «Семь дней в мае» (1964) и «Вся президентская рать» (1976). Английский актёр Кристофер Ли в то время был более всего известен исполнением главных ролей в фильмах ужасов студии «Хаммер», таких как «Проклятие Франкенштейна» (1957), «Дракула» (1958), «Дракула: Князь Тьмы» (1966) и «Выход дьявола» (1968), а также как антигероя в фильме про Джеймса Бонда «Человек с золотым пистолетом» (1974). В 2000-е годы его более всего помнят как исполнителя роли Сарумана в трилогии «Властелин колец» (2001—2003), а также по роли Графа Дуку в эпизодах «Звёздных войн» «Атака клонов» (2002) и «Месть ситхов» (2005). Клаудиа Кардинале более всего известна по фильмам Лукино Висконти «Рокко и его братья» (1960), «Леопард» (1963), «Туманные звёзды Большой Медведицы» (1965) и «Семейный портрет в интерьере» (1974), а также по фильмам «Восемь с половиной» (1963) Феллини, «Однажды на Диком Западе» (1968) Леоне и «Фитцкарральдо» (1982) Херцога.

## Жанр фильма
Фильм выполнен в жанре политический триллер, который был чрезвычайно популярен в Италии в 1970-е годы. К этому жанру, в частности, относятся фильмы Дамиано Дамиани «Признание комиссара полиции прокурору республики» (1971), «Следствие закончено, забудьте» (1971) и «Я боюсь» (1977), фильмы Франческо Рози «Дело Маттеи» (1972) и «Сиятельные трупы» (1976), а также такие картины, как «Об убийстве на первую полосу» (1972) Марко Белоккьо и «Последний выстрел» (1975) Серджо Мартино.

## Оценка фильма критикой

### Общая оценка фильма
Несмотря на звёздный актёрский состав, фильм остался практически незамеченным как специалистами, так и зрителем. Главным недостатком фильма, по общему мнению критики, стала слабая режиссёрская работа Циннера и неудачный подбор актёров на некоторые роли. Как написал Адам Арсено, «это один из тех давно забытых фильмов, томящихся в неизвестности, который помнят только актёры, которые в нём снимались, да и то, весьма смутно».
После премьеры фильма в США в 1983 году кинокритик Винсент Кэнби в газете «Нью-Йорк таймс» назвал его «коматозной мелодрамой о неофашистском заговоре с целью захвата правительства Италии», отметив при этом, что «хотя фильм сделан в Италии, он настолько лишён характера, национальности и индивидуальности, что его могли бы сделать и на острове Уайт». Кэнби подытоживает своё мнение словами, что для Петера Циннера этот фильм «вряд ли будет предметом гордости, впрочем, как и для кого-либо ещё».
Позднее Адам Арсено написал, что фильм «содержит все составляющие триллера на все времена». В частности, у него «есть звёздный состав исполнителей, включающий Кристофера Ли, Энтони Куинна и Франко Неро, постановку выполнила оскароносная суперзвезда киномонтажа Петер Циннер, музыку написал плодовитый Джерри Голдсмит, в основу положен роман-бестселлер Морриса Уэста, а переложение для кино выполнил король киноадаптаций Род Стерлинг… Плюс он содержит погони на автомобилях по восхитительным улицам Рима в придачу». Кроме того, в фильме есть «потрясающие натурные съёмки в Италии и Швейцарии и достаточно увлекательный сценарий», а в качестве «петляющего и сложного шпионского триллера „Саламандра“ закрутит Вас как тетербол, когда вы будете пытаться уследить за хитрыми сюжетными поворотами, заговорами и переворотами». То есть, по мнению Аресено, «в теории, фильм имеет всё, что необходимо», и, «по всем понятиям, должен быть классикой», но «о нём почти никто не слышал». Далее Арсено отмечает, что в фильме есть основа для «острого, построенного вокруг политической интриги, хорошо сыгранного шпионского шедевра, и всё-таки фильм умудряется загасить собственное пламя ещё до того, как даёт возможность ему ярко разгореться». В итоге получается всего лишь очередной «шпионский фильм категории В начала 1980-х годов».

### Критика фильма
Кэнби отмечает, что «сценарий Роберта Катца по роману Морриса Уэста, к сожалению, очевиден во многом потому, что всё в фильме по большей части рассказывается словами, а не передаётся с помощью драматических образов». Киновед Элинор Манникка также обращает внимание на то, что «большая часть драмы (но не вся) остаётся за кадром, а Матуччи по существу рассказывает словами всю историю — что делает этот фильм одной из самых неинтересных шпионских драм. Даже роман между Матуччи и Андерс на несколько градусов холоднее, чем норма». Далее Манникка пишет: «Фильм по инерции движется к финалу, когда в развязке всех подозреваемых загоняют в одну комнату (а-ля Агата Кристи или Дэшилл Хэмметт), в которой Матуччи и Манцини объясняют всем суть дела».
У Арсено сложилось впечатление, что «как это часто бывает с хорошими шпионскими триллерами, от переноса книги на экран пропало многое из содержащихся в ней гневных обличений и сложных вопросов». Критик считает, что «в попытке остаться верным исходному материалу, фильм, кажется, жертвует темпом повествования». Он сравнивает фильм с «неуправляемыми американскими горками», которые «чередуют скуку и безумное буйство, ускоряясь и замедляясь без каких-либо переходов». В частности, «в течение первых десяти минут зрителя бросает по самую шею в политические интриги, тайны, заговоры и шпионаж, и когда, наконец, удаётся перехватить дыхание, темп фильма замедляется и фактически замирает. Так идёт и дальше вплоть до кульминации и драматически напряжённой развязки». К сожалению, по словам Арсено, запоминаются скорее «неприятное замедление темпа и неопределённость фильма, а не его напряжённые моменты». «И поразительно, что вместо того, чтобы просто разыгрывать события, главный герой в буквальном смысле рассказывает фильм от первого лица, пытаясь таким образом сгладить несовместимые куски или те непонятные моменты, которые возникли после удаления больших фрагментов оригинальной истории». Это, по мнению Арсено, «слишком дешёвый способ выйти из положения».

### Оценка актёрской игры
На фоне режиссёрских промахов актёрская игра не привлекла к себе особого внимания. Кэнби иронически замечает, что Неро приходится иметь дело с такими «итальянцами», как Илай Уоллак, Энтони Куинн, Мартин Болсам и Кристофер Ли. Что же касается актрис, то «Клаудиа Кардинале выглядит холодно и бледно, прохаживаясь несколько раз в красивых одеждах, а Сибил Даннинг играет крайне маловероятную роль польского агента». Арсено же считает, что «в то время, как игра Неро, Ли и Куинна высшего уровня, остальные актёры довольно ходульны».